# حزب الإصلاح والتنمية (المغرب)
حزب الإصلاح والتنمية هو حزب سياسي مغربي تأسّسَ عقب انقسامه عن حزب التجمع الوطني للأحرار في عام 2001. يشغل حاليًا عبد الرحمن نبيل عبد الحليم منصب أمين الحزب.

## التمثيل التشريعي
حصلَ الحزب خلال الانتخابات التشريعية المغربية 2002 على ثلاثة مقاعد في مجلس النواب المغربي. في حين لم يحصل على أي مقعدٍ لا في الانتخابات التشريعية عام 2007 أو حتى انتخابات عام 2011.